# دایچی شیباتا
دایچی شیباتا (انگلیسی: Daichi Shibata؛ زادهٔ ۱۳ اوت ۱۹۹۰) بازیکن فوتبال اهل ژاپن است.